# Rex-Motoren-Werke

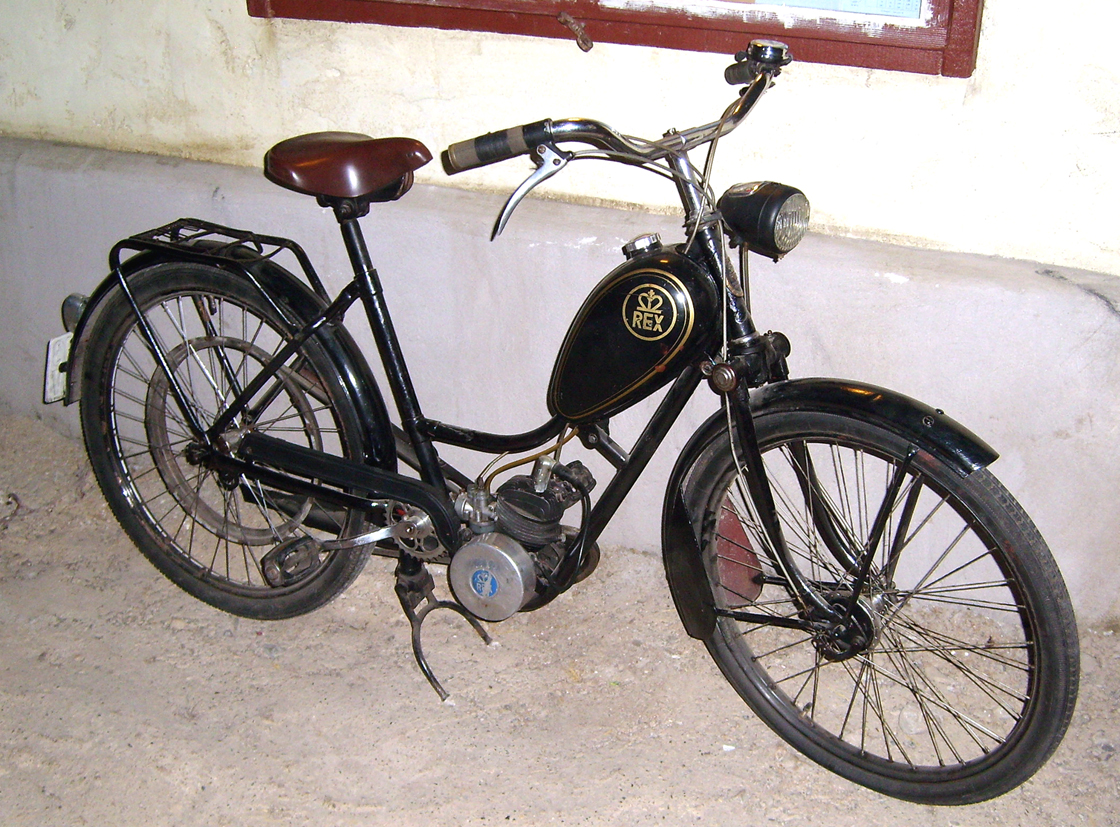
Riemenantrieb auf Hinterrad 1946

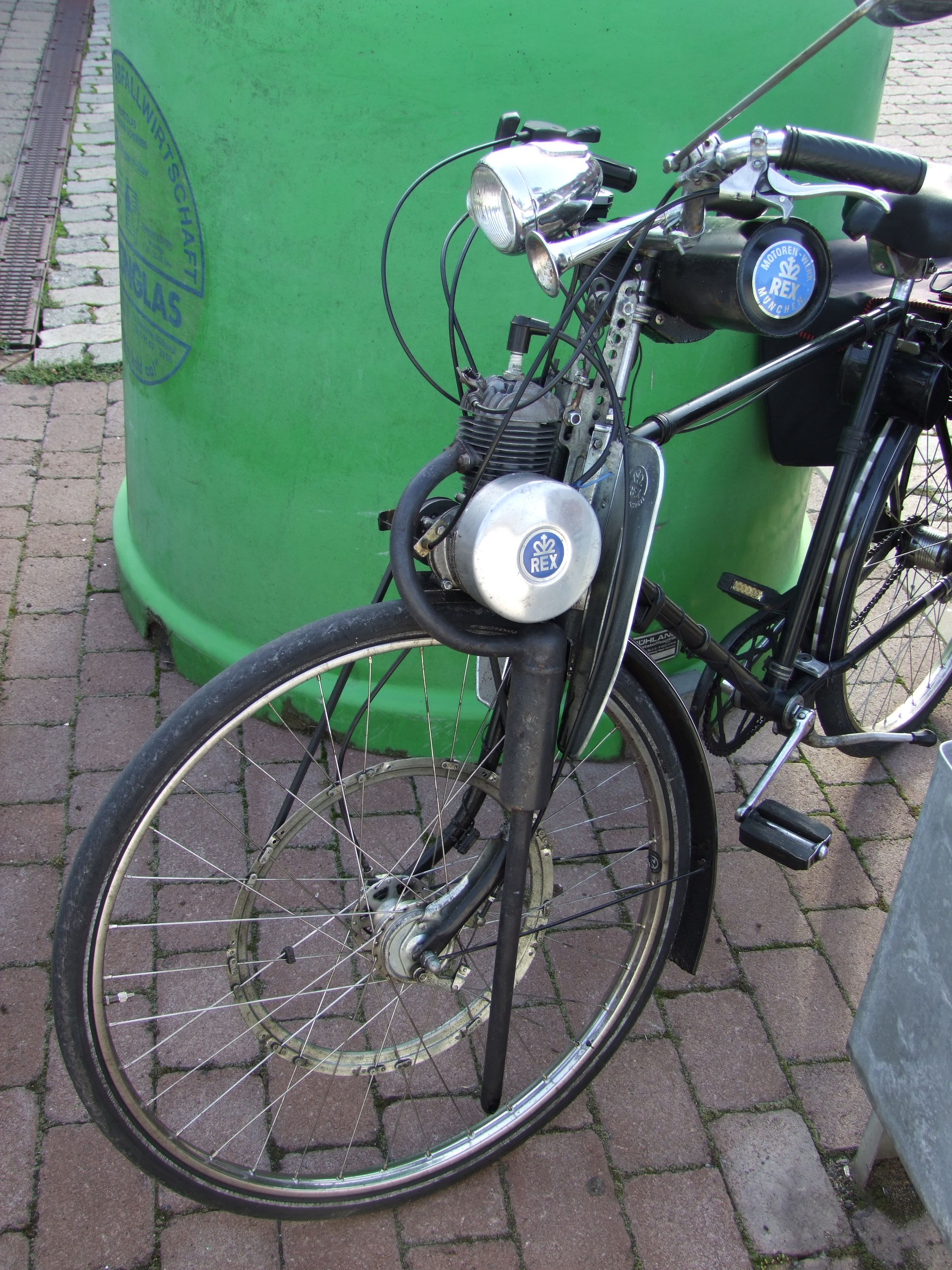
Riemenantrieb auf Vorderrad

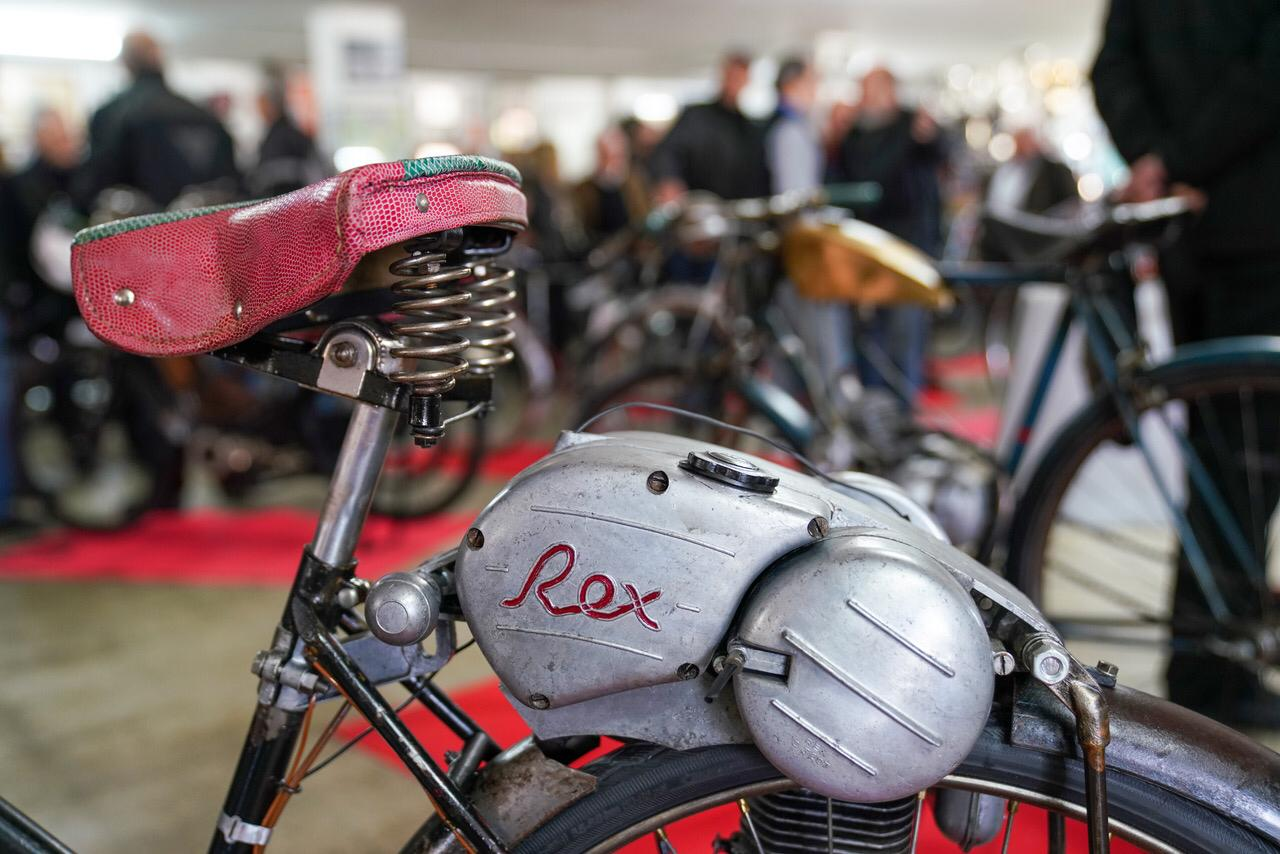
Reibradantrieb auf Hinterrad 1952

Die Firma Rex-Motoren-Werke war ein aus Bayern stammender Hersteller von Fahrrad-Hilfs-Motoren sowie Mopeds.

## Firmengeschichte
Gegründet wurde die Firma 1948 in München von den Gebrüdern Erich und Kurt Bagusat in der Forstenrieder Straße 73, später in der Landsberger Straße.
Anfänglich baute die Firma Fahrrad-Hilfs-Motoren wie den FM 34, 40 und 50.1. Letzterer endete schließlich 1954 in dem ersten konfektioniert gebauten Moped, dem Rex Moped Standard, das auch schlicht als Volksmoped bezeichnet wurde. Das Volksmoped war später auch in einer Luxusausstattung erhältlich, das über eine Federgabel, Schwingsattel und weitere Extras verfügte. Weiterhin konnte man sich entweder für eine Version mit Keilriemen oder eine mit Kettenantrieb entscheiden. Der Preis für diese Mopeds lag bei 398 DM für die Standard- und 498 DM für die Luxus-Edition.
Bereits ein Jahr nach Einführung der Modelle Standard und Luxus wurden neue Modelle eingeführt, die den bewährten 504er Zweigangmotor verbaut hatten, darunter die Rex XX und ab 1957 die Rex Typ 17. Letztere wurde später von der Rex Typ 21 Monaco ersetzt, die anfänglich mit dem 504er Motor und später dem 510er Motor ausgestattet war, der drei Gänge besaß. Zeitgleich zur neuen Monaco-Dreigang wurden auch die Sportmodelle Rex Como und Rex Riva eingeführt, die ebenso über einen Dreigangmotor verfügten und im Gegensatz zur Monaco eine deutlich sportlichere Erscheinung aufwiesen wie eine komplett gerade Sitzbank für zwei Personen und im Falle der Riva keinen Einstieg.
Weitere Modelle der Rex-Motoren-Werke waren unter anderem die Rex Radi, Rex Sport Moped, das Kleinkraftrad Silber-Rex KL 30 und die Rex Piccolo, die über einen Eingang-Automatikmotor verfügte.

## Rex in anderen Ländern
Die Motoren der Firma Rex wurden auch in andere Länder exportiert, darunter in die Niederlande zur Firma RAP, nach Dänemark zu den Firmen Lion, Olympic, Power und Presto, ebenso nach Schweden, wo die Motoren unter dem Namen Pilot vertrieben wurden, aufgrund einer dort bereits existierenden Firma Maskinfabriken Rex, die Automobile und Motorräder herstellte. Verbaut wurden die Pilot-Motoren dort unter anderem in Marathon-, Monark-, Jagaren- und Kroon-Fahrzeugen. Die Haupt-Exportmotoren waren der FM 50.1 und der FM 504.

## Ende der Firmengeschichte
Die Gebrüder Bagusat hatten ihr letztes Geld auf der Trabrennbahn verspielt. Das hatte zur Folge, dass sie ihre Mitarbeiter nicht mehr bezahlen konnten; auch konnten sie keine Fahrzeuge mehr produzieren lassen. Die letzten Mopeds wurden in den Panther-Werken in Braunschweig zusammengebaut, wie z. B. die Monaco. Die restlichen anfallenden Löhne wurden dann mit „Naturalien“ bezahlt, wie z. B. Motorkits. Es wurde sogar noch versucht, die Firma zu retten, indem man in Italien produzieren wollte, wie einige Teile der zwei Sportausführungen, z. B. die Telegabel. Große Boxen mit Ersatzteilen wurden schon dorthin gebracht. Es wurden sogar neue Prospekte mit einem neuen Fahrgestell und dem bewährten Eingang-Motor gedruckt. Mangels Kapital ist jedoch dort nichts mehr passiert. Die Teile schlummerten dort etliche Jahre vor sich hin. 1964 endet die Firmengeschichte.
Produktionszahlen wurden nie veröffentlicht.